# Schoolly D (album)
Albums de Schoolly D
Saturday Night! – The Album
(1986)
Schoolly D est le premier album studio de Schoolly D, sorti en 1985.

## Liste des titres
| 1. | I Don't Like Rock & Roll | I Love Rock 'N' Roll de Joan Jett & the Blackhearts Change the Beat (Female Version) de Beside Say It Loud, I'm Black and I'm Proud de James Brown Gucci Time de Schoolly D | 5:56 |
| 2. | Put Your Filas On        | Different Strokes de Syl Johnson Change the Beat (Female Version) de Beside                                                                                                 | 7:16 |
| 3. | Free Style Rapping       | | 6:52 |

| 1. | P.S.K. What Does It Mean? | Change the Beat (Female Version) de Beside The Decoys of Ming the Merciless de Jackson Beck                    | 6:32 |
| 2. | Gucci Time                | Tough de Kurtis Blow Fresh des Fresh 3 MC's                                                                    | 6:10 |
| 3. | Free Style Cutting        | Jam Master Jay de Run–DMC Change the Beat (Female Version) de Beside What Are We Gonna Do? des Ultimate 3 MC's | 5:16 |

| 4. | Maniac | 5:32 |